# Taddeo Zuccari
Taddeo Zuccari, o Zucchero o Zuccheri (Sant'Angelo in Vado, 1º settembre 1529 – Roma, 1º settembre 1566), è stato un pittore italiano, fratello del pittore Federico Zuccari.

## Biografia
Nacque a Sant'Angelo in Vado, vicino ad Urbino, primogenito degli otto nati dal matrimonio del pittore Ottaviano de Zucharellis, cognome poi mutato in Zuccaro (1569), e Antonia Neri: Taddeo, Bartolomea, Federico, Iacopo, Lucio, Maurizio, Aloysio, Marco Antonio.
Esponente di spicco del manierismo a Roma, dove all'età di 14 anni, fu molto influenzato dal Correggio e da Raffaello. Federico Zuccari suo fratello corresse in seguito la storia scritta dal Vasari e un po' troppo romanzata sulla vita di Taddeo.
Nel 1548 fece ritorno nella città pontificia e gli venne commissionata la decorazione (esterna e quindi cancellatasi con il tempo) di una delle case della famiglia Mattei nell'omonima piazza in Roma. Secondo quanto riferisce il Vasari detti affreschi, in chiaroscuro, erano dedicati alle vicende di Furio Camillo. Nel 1550 i suoi genitori giunsero a Roma con suo fratello minore Federico, in occasione del Giubileo promulgato dal papa Giulio III. La volontà dei genitori era che Federico studiasse giurisprudenza, e per questo lo avevano condotto con loro a Roma, ma Taddeo vista la grande predisposizione del fratello per il disegno e la pittura, decise di applicarlo a questa disciplina.
Taddeo all'epoca era già molto noto per la sua bravura e la sua serietà professionale tanto che la sua fama giunse a Guidobaldo II Duca di Urbino. Il Duca dovendo terminare le facciate della Cappella del Duomo, lo richiamò in patria. Ad Urbino Taddeo fu accolto con molta cortesia dal Duca il quale gli spiegò il lavoro che avrebbe dovuto svolgere nella suddetta Cappella. Guidobaldo dovendo poi raggiungere Venezia in qualità di Generale delle Armate, condusse con sé Taddeo al quale fece ritrarre un quadro di Raffaello proprietà dei Conti di Canossa. Sempre per il Duca, Taddeo dipinse una grande tela rappresentante la Conversione di san Paolo.

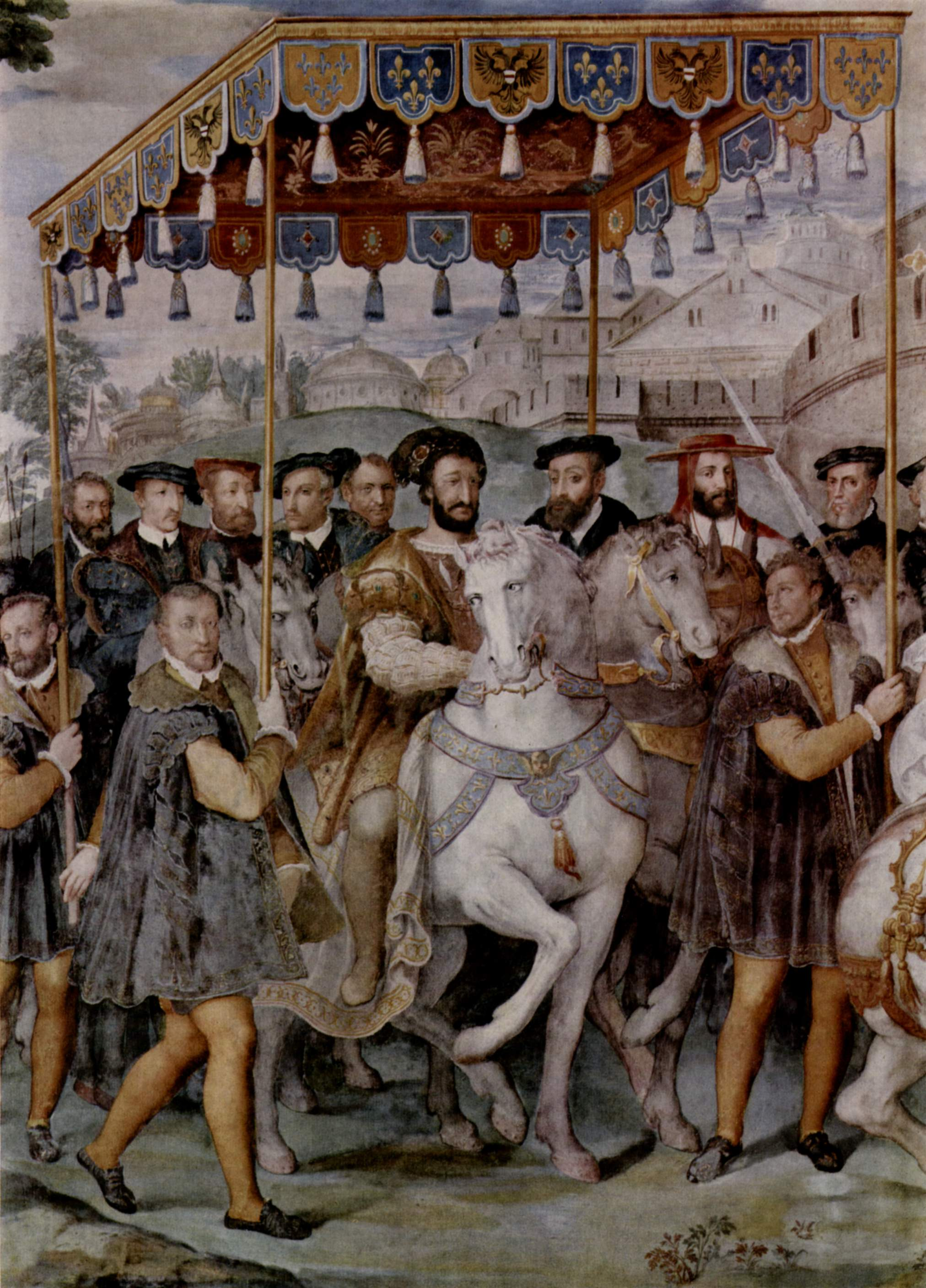
Taddeo Zuccari
Entrata a Parigi di Francesco I, Carlo V e del cardinale Alessandro Farnese
Affresco a Caprarola, 1559 ca

Tra le sue opere principali e più ammirate vi è il ciclo nella villa di Caprarola, commissionato dal cardinale Alessandro Farnese, portato a termine con l'aiuto del fratello. I due nella Villa Farnese utilizzano un sistema compositivo a quadri riportati già usato largamente da Raffaello e Giulio Romano.
Il 17 novembre 1560 fu associato alla Congregazione di San Giuseppe di Terrasanta (Congregazione dei Virtuosi al Pantheon). Taddeo ebbe una figlia di nome Maddalena che visse in seno alla famiglia Zuccari, divenendo monaca benedettina presso il convento di Santa Caterina di Sant'Angelo in Vado.
Il 4 giugno 1576 alla presenza del Podestà di Sant'Angelo in Vado Federico Zuccari assunse la tutela di sua nipote Maddalena e si impegnò ad amministrare la dote lasciatale da suo padre Taddeo.
Taddeo morì il giorno del suo 37º compleanno, il 1º settembre 1566. Suo fratello Federico scrisse che ciò fu cagionato dagli eccessivi caldi di quell'anno. Contrasse una malattia che peggiorò talmente da causarne la morte. Oggi Taddeo Zuccari è sepolto al Pantheon a Roma a fianco di quello che fu il suo maestro ideale, Raffaello Sanzio.
Federico Zuccari volle collocare un suo busto di marmo e porre sulla lapide tombale la seguente iscrizione "D.O.M. TADDEO ZUCCARO IN OPPIDO DIVI ANGELI AD RIPAS METAURI NATO PICTORI EXIMIO UT PATRIA MORIBUS PICTURA RAPHAELI URBINATI SIMILLIMO ET UT ILLE NATALI DIE ET POT ANNUM SEPTIMUM ET TRIGESIMUM FEDERICUS FRATRI SUAVIS MOERENS POS ANNO CHRISTIANAE SAL M D L XVI".
Di che natura e di quale carattere fosse Taddeo, e quale la sua maniera di dipingere lo spiega Giorgio Vasari …fu Taddeo molto fiero nelle sue cose, ed ebbe una maniera assai dolce, e pastosa, e tutto lontana da certe crudezze: fu abbondante ne' suoi componimenti, e fece molto belle le teste, le mani, e gli ignudi, allontanandosi in essi da molte crudezze […] Colorì parimente Taddeo con molta vaghezza, ed ebbe maniera facile perché fu molto ajutato dalla Natura […] fu tanto volenteroso […] insomma fece molte, anzi infinite cose degne di molta lode. […] fu amorevole degli amici, e dove potette giovare loro, se n'ingegnò sempre.

## Opere
- Roma e Vaticano:
  - Villa Giulia di papa Giulio III in collaborazione con il fratello (1551)
  - Cappella Mattei in Santa Maria della Consolazione (1556)
  - Casino di Pio IV nei Giardini Vaticani (1561)
  - Sala Regia nel Palazzo Apostolico (1561)
  - Affreschi nelle sale del primo piano di Palazzo Mattei Caetani (1559) con l'aiuto del fratello Federico
  - Affreschi di Apostoli e santi nella Sala dei Chiaroscuri nei Musei Vaticani
  - Affreschi nella Chiesa di San Marcello al Corso, con le Storie di san Paolo.
  - Affreschi nell'abside della Chiesa di Santa Maria dell'Orto, con le Storie della Vergine (circa 1556) con l'aiuto del fratello Federico
  - Affresco absidale raffigurante Gesù, gli Apostoli e i Santi sepolti nella Basilica di Santa Sabina (1560)
- Urbino
  - Tela rappresentante la Conversione di San Paolo, nel Palazzo Ducale
  - Cappella del Duomo, affreschi e decorazione delle facciate
- Ancona
  - Chiesa di San Giovanni Battista a Capodimonte Ecce Homo
  - Chiesa di San Francesco d'Assisi Conversione di san Paolo
- Caprarola
  - Villa Farnese, con l'aiuto del fratello (1562)

- Bracciano
  - Chiesa di Santa Maria Del Riposo, con l'aiuto del fratello

- Cisterna di Latina
  - Palazzo Caetani, con l'aiuto del fratello
  - Affreschi nella chiesa del convento di Sant'Antonio Abate, oggi sconsacrata